# 패리스 (미주리주)

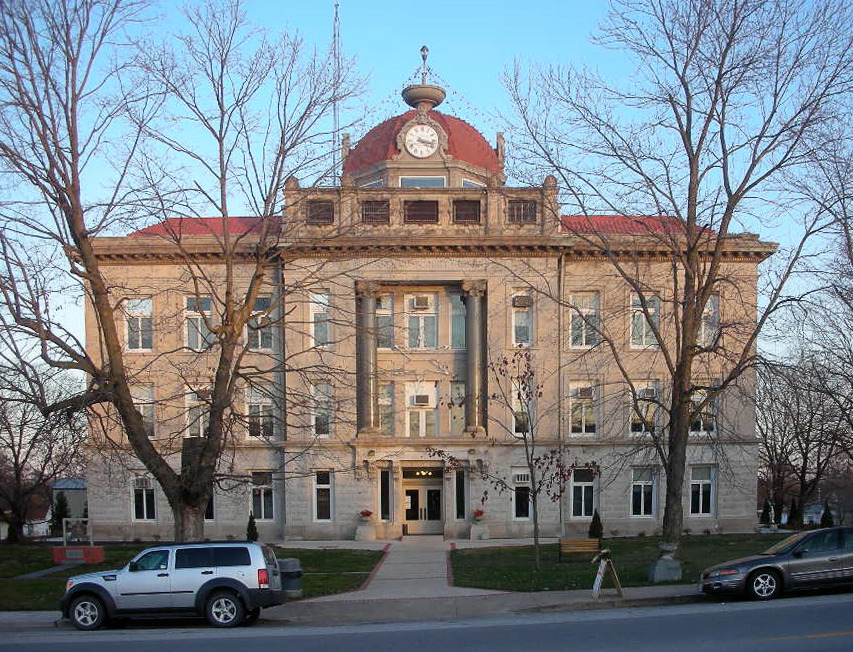
먼로군 법원의 모습

패리스(Paris)는 미국 미주리주 먼로군의 도시로, 군청 소재지이다. 2010년 기준으로 인구는 1,220명이다. 패리스는 1831년 설립되었으며, 도시 이름은 프랑스 파리의 이름에서 따왔다.

## 인구
| 인구조사              | 인구  | Note  | %±     |
| --------------------- | ----- | ----- | ------ |
| 1870년                | 895   |       | —      |
| 1880년                | 1,253 |       | 40.0%  |
| 1890년                | 1,487 |       | 18.7%  |
| 1900년                | 1,397 |       | −6.1%  |
| 1910년                | 1,474 |       | 5.5%   |
| 1920년                | 1,431 |       | −2.9%  |
| 1930년                | 1,367 |       | −4.5%  |
| 1940년                | 1,473 |       | 7.8%   |
| 1950년                | 1,407 |       | −4.5%  |
| 1960년                | 1,393 |       | −1.0%  |
| 1970년                | 1,442 |       | 3.5%   |
| 1980년                | 1,598 |       | 10.8%  |
| 1990년                | 1,486 |       | −7.0%  |
| 2000년                | 1,529 |       | 2.9%   |
| 2010년                | 1,220 |       | −20.2% |
| 2019 (추산)           | 1,167 | [ 4 ] | −4.3%  |
| U.S. Decennial Census |       |       |        |